# Miladin Životić
Miladin Životić (Beograd, 14. avgust 1930 – Beograd, 27. februar 1997), bio je srpski filozof i jedan od osnivača, a u vreme smrti i predsednik nezavisne organizacije intelektualaca protiv nacionalizma i rata, Beogradski krug.

## Život
Rođen je 14. avgusta 1930. godine u Ripnju, mestu pored Beograda, Republika Srbija.
Studije filozofije završio je 1953. godine na Filozofskom fakultetu u Beogradu. Po diplomiranju, radio je kao profesor u srednjim školama u Beogradu i Srpskoj učiteljskoj školi u Prizrenu.
Asistentsko mesto dobio je 1957, na Katedri za filozofiju svog matičnog fakulteta. Doktorsku tezu „Teorija saznanja u filozofiji pragmatizma“ odbranio je 1962. godine na Filozofskom fakultetu u Beogradu. 1963. je postao docent. Predavao je predmete Savremena filozofija i Aksiologija. Podržavao je studentsku bunu 1968. Kao vanredni profesor Moderne i savremene filozofije, Aksiologije i Uvoda u filozofiju od 1969. godine radi do 28. januara 1975. kada je odlukom Skupštine SR Srbije stavljen na raspolaganje, tj. uklonjen je sa Fakulteta 1975, sa sedmoro drugih nastavnika. Od 1981. godine je viši naučni saradnik, a 1982-1988. naučni savetnik u Institutu društvenih nauka u Centru za filozofiju i društvenu teoriju. Na osnovu konkursa raspisanog 1985. godine, 1988. je izabran za redovnog profesora na predmetu Istorija filozofije IV.
Na Filozofski fakultet se vratio 1987. godine. Osnivač Instituta za filozofiju i društvenu teoriju Univerziteta u Beogradu. (šest godina). Preuzeo je predmet koji je i ranije predavao – Savremena filozofija.
Godinu 1960/1961. proveo je u SAD-u, kao stipendista Fordove fondacije, kao i 1970/1971, u okviru programa American Council of Learned Societies. Održao je na stotine predavanja u bivšoj Jugoslaviji i u svetu. U penziju je otišao 1994. godine.
Dva puta je biran za predsednika Filozofskog društva Srbije. Bio je osnivač i direktor Škole za filozofiju i književnost u Kruševcu, šest godina. Povukao se iz ove škole pred rađanjem 
nacionalizma u Srbiji.
Posle 1991, bio je na čelu Građanske akcije za mir. Jedan je od osnivača i lider Beogradskog kruga nezavisnih intelektualaca. Zajedno s ostalim pripadnicima Kruga i antiratnog pokreta, odlučno je bio protiv nacionalističke ludosti, podržavajući moralno i politički žrtve rata, posebno one u Sarajevu, Mostaru, Tuzli, ali i drugim gradovima BiH.
Poslednjih godina života, Životić se posvetio izgradnji i razumevanju političkog pojma Druge, nove, drugačije Srbije. Tako je 1992, uz Radomira Konstantinovića i druge istaknute srpske intelektualce osnovao nezavisni forum intelektualaca Beogradski krug. Ova organizacija je predstavljala važno uporište slabašnim glasovima koji su se suprotstavljali dominantnim nacionalističkim narativima u Srbiji. Životić je nekoliko puta posetio Sarajevo tokom opsade ovog grada, što su Sarajlije (kao i svi drugi antinacionalitički orijentisani ljudi) nikada nisu zaboravili. 
Preminuo je 27. februara 1997. u Beogradu.

## Bibliografija
1. Odnos morala prema običaju, pravu i religiji, 1957.
2. Osnovna učenja o najvišem dobru i cilju života u istoriji etike, 1957.
3. O ideologiji, 1958.
4. Hjum 1959.
5. Aktuelni problemi odnosa prema religiji, 1961.
6. Pragmatizam i savremena filozofija,doktorska disertacija, 1966.
7. Čovek i vrednosti, 1969.
8. Egzistencija, realnost i sloboda, 1973.
9. Revolucija i kultura: Prilog kritici savremenih ideologija, 1982.
10. Aksiologija, 1986.
11. Moralitet, legalitet i legitimitet, 1990.
12. Contra bellum, 1997.

i preko 80 drugih radova.

## Spoljašnje veze
- Dodeljena Nagrada "Miladin Životić" (B92, 15. jul 2018)